# Malý Smrk
Malý Smrk (1173 m n.p.m.) – szczyt w Beskidzie Morawsko-Śląskim w Czechach, we wschodniej części masywu góry Smerk, ok. 3 km na południe od Ostrawicy i 2 km na zachód od zbiornika wodnego Šance.